# Kaiser Matanzima
Kaiser Matanzima (15 juin 1915 - 15 juin 2003) est un ancien dirigeant du Transkei en Afrique du Sud. Neveu de Nelson Mandela, il est chef d'un groupe de Thembus qui soutient la politique du gouvernement sud-africain de création de bantoustan. Il est condamné par Mandela pour son soutien de facto de l'apartheid. 
Il survit en 1961 à une tentative d'assassinat du Congrès panafricain d'Azanie, il fonde le parti de l'indépendance nationale du Transkei, remporte les élections en 1968 et 1973 et en 1975 il justifie que la libération viendra d'une fédération d’États noirs, et non d'un mouvement comme l'African National Congress. Il devient premier ministre en 1976 quand le Transkei devient le premier bantoustan à gagner l’indépendance. Time Magazine déclare à l'époque que Matanzima dirige le territoire comme le dictateur d'un gouvernement fantoche, interdisant tout parti d'opposition et achetant en dessous du marché des terres agricoles offertes par le gouvernement sud-africain. Des tensions ont lieu contre l'Afrique du Sud en 1978 à cause de demandes territoriales mais Mantazima doit temporiser car il dépend trop de l'aide économique sud-africaine.
En 1979 Matanzima devient président et son frère Georges premier ministre. Le beau-père de Mandela est alors membre du gouvernement du Transkei et Mantazima essaye de persuader Mandela, alors prisonnier à Robben Island, d'accepter un exil au Transkei. Celui-ci non seulement refuse mais décline toute rencontre avec Matanzima de peur que cela légitime les batoustans auprès de la communauté internationale.
En 1986 il démissionne et est temporairement emprisonné à la suite de preuves de corruption.
Lors de sa mort en 2003, il reçoit des funérailles officielles mais pas des funérailles d'état ; il reçoit cependant une eulogie du président Thabo Mbeki d'hommage de Mandela[pas clair] pour son rôle de dirigeant des thembus.